# August Wilhelm Förster
August Wilhelm Förster (* 10. Oktober 1790 in Breslau; † 27. November 1826 ebenda) war Professor der Rechte an der Universität Breslau. Er war der erste Doktor der juristischen Fakultät in Breslau.
Er war der dritte Sohn des Stadtrats und Fabrikbesitzers Förster und studierte ab 1808 Rechtswissenschaften in Leipzig und Breslau. Er promovierte dort und hielt am 23. Mai 1812 seine Disputation über das Thema: „De origine donationis ante nuptias“. Er war der erste Doktor dieser Fakultät.
In den Jahren 1813 und 1814 nahm er an den Befreiungskriegen teil. Nach dem Krieg reiste er 1815 mit dem Archäologen August Wilhelm Kephalides (1789–1820) durch Italien. Anschließend wurde er 1816 als Privatdozent zugelassen. Er war sehr tüchtig im Lehramt und wurde schon 1817 außerordentlicher und 1820 ordentlicher Professor. Von 1824 bis 1825 war er der Rector magnificus.
Er heiratete die Pastorentochter Louise Ernestine Petiskus († 19. Februar 1872), eine Tochter des Pfarrers und Musikschriftstellers Johann Conrad Wilhelm Petiscus (1763–1825). Das Paar hatte vier Kinder, darunter:
- Franz August Alexander (* 7. Juli 1819; † 8. August 1878) ⚭ Clara Gaupp (1828–1913)